# Lijst van voetbalinterlands Bhutan - Maleisië
Deze lijst van voetbalinterlands is een overzicht van alle officiële voetbalwedstrijden tussen de nationale teams van Bhutan en Maleisië. De landen hebben tot op heden een keer tegen elkaar gespeeld. Dat was een vriendschappelijke wedstrijd op 1 april 2018 in Kuala Lumpur.

## Wedstrijden
| № | Plaats       | Datum        | Competitie        | Wedstrijd         | Uitslag |
| - | ------------ | ------------ | ----------------- | ----------------- | ------- |
| 1 | Kuala Lumpur | 1 april 2018 | Vriendschappelijk | Maleisië − Bhutan | 7 − 0   |

## Samenvatting
| Competitie        | Totaal gespeeld | Winst Bhutan | Gelijk | Winst Maleisië | Doelsaldo Bhutan – Maleisië |
| ----------------- | --------------- | ------------ | ------ | -------------- | --------------------------- |
| Vriendschappelijk | 1               | 0            | 0      | 1              | 0 − 7                       |
| Totaal            | 1               | 0            | 0      | 1              | 0 − 7                       |

Wedstrijden bepaald door strafschoppen worden, in lijn met de FIFA, als een gelijkspel gerekend.